# Токарєв Павло Володимирович
Павло Володимирович Токарєв (5 січня 1961, Мукачево, Закарпатська область) — український чиновник, політик; міністр фінансів Автономної Республіки Крим (2006—2010).

## Біографія
Народився Павло Токарєв 5 січня 1961 року у місті Мукачеве.
В 1978 році закінчив Мукачівську середню школу № 1. Того ж року почав працювати регулювальником електро- та радіовимірювальної апаратури заводу «Мукачівприлад».
У 1979–1983 роках навчався у Київському інституті народного господарства за спеціальністю «планування промисловості», отримав кваліфікацію економіста. По закінченню — інженер заводу «Мукачівприлад». З листопада 1983 року по червень 1985 року — ніс службу в армії.
З липня 1985 року по січень 1987 року — старший ревізор-інспектор, економіст Ялтинського міського фінансового відділу. У 1987–1990 — бухгалтер-ревізор, старший ревізор-інспектор дев'ятого відділу КДБ СРСР у Криму (Служби охорони Президента СРСР). У 1990–1995 роках — заступник начальника, перший заступник начальника Державної податкової інспекції в місті Ялта. У 1995–1997 — начальник Державної податкової інспекції Київського району Сімферополя. У 1997–2000 роках — начальник Державної податкової інспекції міста Сімферополь.
У 1998–2001 роках навчався в Українській академії державного управління при Президентові України за фахом «державне управління», отримав кваліфікацію магістра державного управління.
У 2000–2001 роках — радник голови Ради міністрів Автономної Республіки Крим. У 2001–2002 роках — заступник генерального директора з південного регіону аудиторської фірми «Украудит XXI» (Київ). У 2002–2003 роках — в. о. директора Представництва у Криму Державного комітету України у справах національностей і міграції.
У 2003 році — директор агентства регіонального розвитку при Раді міністрів АР Крим.
У 2004–2005 роках — в. о. начальника, у 2005–2006 роках — начальник Управління екологічної інспекції південнокримського регіону Республіканського комітету Автономної Республіки Крим з охорони навколишнього природного середовища, місто Ялта.
У 2006–2010 роках — депутат Верховної Ради АР Крим від Блоку Наталії Вітренко «Народна опозиція». Член депутатської фракції «Блок „За Януковича“».
З липня 2006 року до 2010 року — міністр фінансів Автономної Республіки Крим. Державний службовець третього рангу (серпень 2006), другого рангу (березень 2009).
З березня 2012 року  начальник Державної фінансової інспекції в АР Крим в автокатастрофі.
17 жовтня 2018 року загинув в автокатастрофі.

## Сім'я
Одружений; має трьох синів.

## Відзнаки
- 2008 — Почесна грамота Головного управління державної служби України;
- 2009 — Почесна грамота Президії Верховної Ради Автономної Республіки Крим.[1]

## Примітка
1. 1 2 3  Токарев Павло Володимирович — Верховна Рада Автономної Республіки Крим.
2. 1 2 3  Токарев возглавил крымскую Госфининспекцию [Архівовано 6 грудня 2018 у Wayback Machine.] // Аргументы недели. Крым, 30.03.2012. (рос.)
3. 1 2 3 4 5 6 7 8  Токарєв Павло Володимирович — Офіційна Україна сьогодні.
4. 1 2 3 4 5 6 7 8  Токарев Павел Владимирович[недоступне посилання з липня 2019] — КИА. (рос.)
5. ↑  У ДТП загинув колишній "міністр фінансів Криму" Павло Токарєв 19.10.18. Новини України. prm.ua (укр.). 19 жовтня 2018. Процитовано 19 лютого 2024.